# Église gréco-catholique orthodoxe ukrainienne
L'Église gréco-catholique orthodoxe ukrainienne est une Église indépendante née d'un schisme de l'Église gréco-catholique ukrainienne. Elle a été fondée en 2009 et est basée à Pidhirtsi en Ukraine (Oblast de Lviv).

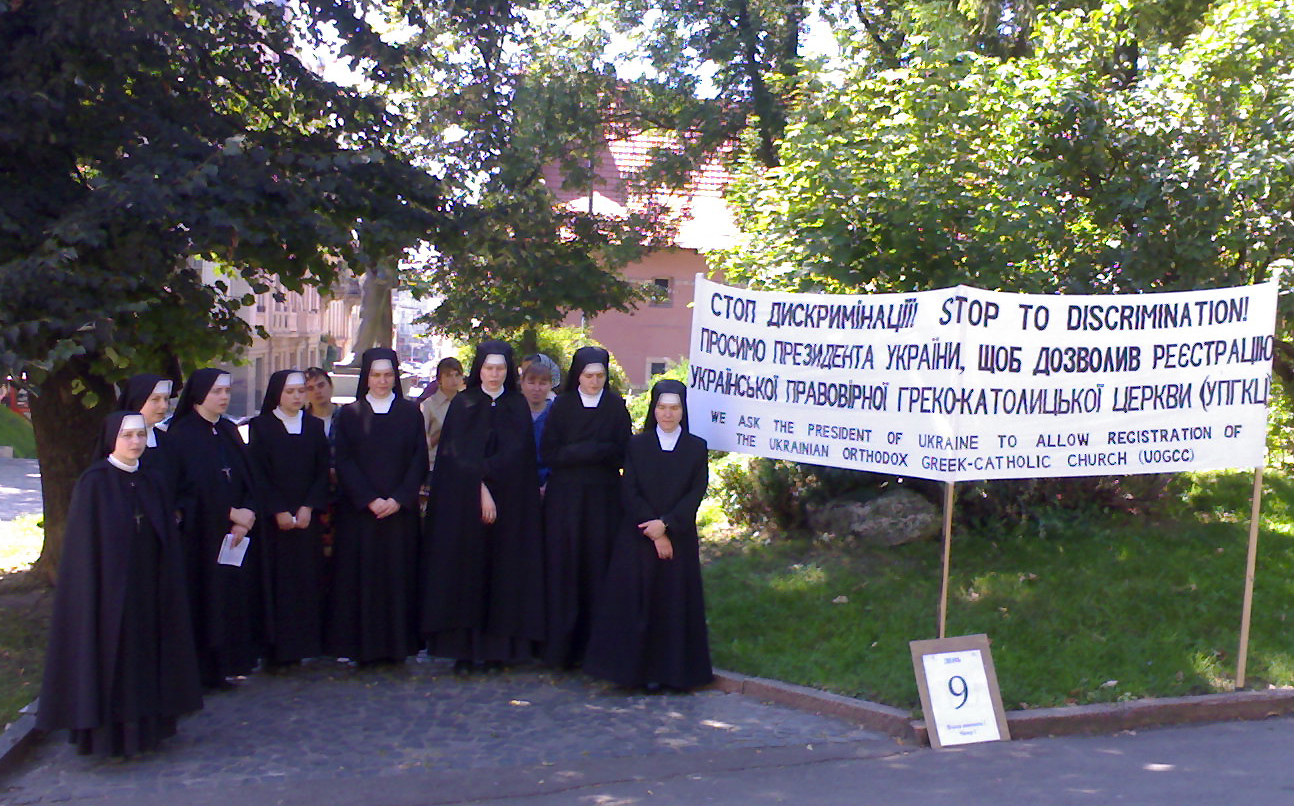
Manifestation en faveur de l'enregistrement de l'Église, août 2009

## Histoire
L'Église est née d'une opposition conservatrice à plusieurs positions de l'Église gréco-catholique ukrainienne : délatinisation du rite, œcuménisme.